# Мишъёль
Мишъёль — река в России, протекает в округе Вуктыл Республики Коми. Правый приток Лемъю.

## География
Устье реки находится в 38 км по правому берегу реки Лемъю. Длина реки составляет 10 км.

## Данные водного реестра
По данным государственного водного реестра России относится к Двинско-Печорскому бассейновому округу, водохозяйственный участок реки — Печора от водомерного поста у посёлка Шердино до впадения реки Уса, речной подбассейн реки — бассейны притоков Печоры до впадения Усы. Речной бассейн реки — Печора.
Код объекта в государственном водном реестре — 03050100212103000061364.